# Gert Cantor
Gert Cantor död efter 1567, var en musiker som hade en förtrogen ställning hos Erik XIV. Han var från Nederländerna, och hans holländska namn var Gerrit van Wou. Han var sonson till Geert van Wou, som anses vara en av Europas viktigaste klockgjutare. 
Under Erik XIV:s regeringstid var Cantor anställd som musiker och sångare vid Kungliga Hovkapellet. Cantor ingick i Eriks kapell redan under Eriks tid som hertig i Kalmar (1557–1560). Han uppträdde vid hovets festligheter. Gert Cantor var av allt att döma en av Eriks favoritmusiker och tycks även i övrigt ha varit populär hos monarken, eftersom han tycks ha utfört även andra tjänster. Han betraktades av många som en av Eriks förtrogna.
Cantor bedrev också en värdshusrörelse vid sidan av sin hovtjänst, där flera av hovets gäster fick husrum; en av dem var till exempel det kejserliga sändebudet Jakob von Beczek. Cantor anställde omkring 1564 Karin Månsdotter, och det var troligen hos Cantor som Erik lärde känna henne. Cantors fru, Karin, fick ett silverbälte i gåva av Erik som tack för att hon presenterat honom för Månsdotter och blev senare av allt att döma tjänare hos Månsdotter sedan denna inlett sitt förhållande med kungen; hon förekommer många gånger i lönelistan för Månsdotters betjäning.
Den 21 juni 1567 rymde Cantor från Sverige efter att våldsamt gräl med kung Erik, där denne skulle ha varit nära att ”sticka ned” honom. Då kungens profoss dagen därpå infann sig i Cantors bostad för att arrestera honom var han redan borta.